# Olga Feodorovna de Baden
Marea Ducesă Olga Feodorovna a Rusiei (20 septembrie 1839 – 12 aprilie 1891), a fost soția Marelui Duce Mihail Nicolaievici al Rusiei, cel mai mic fiu al Țarului Nicolae I al Rusiei. S-a născut Cecilie Auguste, Prințesă și Margravine de Baden, cea mai mică fiică a Marelui Duce Leopold de Baden și a Sophie Wilhelmine a Suediei. După ce a trecut la ortodoxism, Cecilie a luat numele de Olga Feodorovna.

## Primii ani

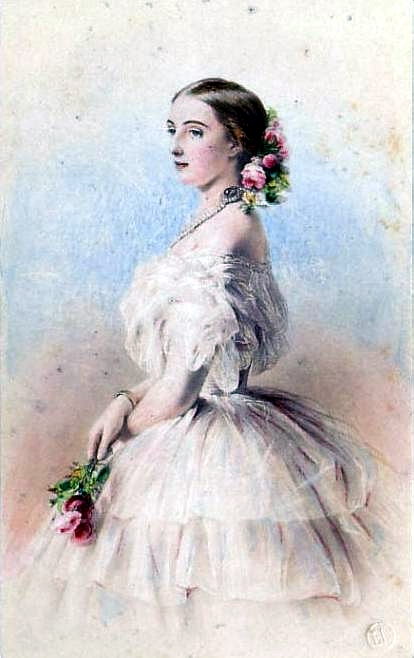
Olga Feodorovna pictură de Franz Xaver Winterhalter. Portretul original a fost distrus în timpul celui de-al doilea război mondial.

Marea Ducesă Olga Feodorovna s-a născut la 20 septembrie 1839, la Karlsruhe ca Cäcilie Auguste, Prințesă de Baden. A fost fiica cea mică dintre cei șapte copii ai Marelui Duce de Baden Leopold I și a Prințesei Sofia a Suediei. Olga a fost o descendentă a regelui George al II-lea al Marii Britanii și a dinastiei ruse Rurik prin Anna de Kiev, regină a Franței și fiică a lui Iaroslav I cel Înțelept.
Tatăl Ceciliei, Marele Duce Leopold, descindea dintr-o ramură morganatică a familiei Baden (mama lui a fost Luise von Heyer, o nobilă) și, prin urmare, nu avea dreptul la un statut princiar sau drepturile suverane ale Casei de Zähringen din Baden. Cu toate acestea, în 1830 el a urcat pe tronul Marelui Ducat de Baden după ce linia masculină principală a familiei sale s-a stins. Leopold a fost considerat primul domnitor german care a făcut reforme liberale în țara sa.
Mama Ceciliei, Sophie Wilhelmine a Suediei, a fost fiica regelui Gustav al IV-lea Adolf al Suediei și a reginei Frederica de Baden, o soră a împărătesei Rusiei Elisabeta Alexeievna (Louise de Baden). Spre deosebire de soțul ei, Sophie Wilhelmine era o susținătoare a politicilor conservatoare. 
În timpul tumultul cauzae de apariția lui Kaspar Hauser, s-a spus că Sophie ar fi ordonat asasinarea lui Hauser în 1833. Acest lucru a deteriorat relația dintre cei doi și s-a spus că Sophie a avut o aventură. Zvonurile de la Curte au atribuit paternitatea Ceciliei, ltimul copil al cuplului, unui bancher evreu pe nume Haber. Nu există dovezi istorice care să confirme această afirmație.
În timpul copilariei Ceciliei, revoluția din 1848-1849 a forțat familia Marelui Duce să fugă de la Karlsruhe la Koblenz. Cecilie avea doisprezece ani la moartea tatălui său în 1852. Ea a primit o educație spartană. Relația ei cu părinții ei a fost una formală mai degrabă decât afectuoasă. Mai târziu va va aplica aceleași principii de creștere propriilor copii. Cu pomeți înalți și ochi oblici a avut o înfățișare izbitoare euroasiatică.

## Căsătorie

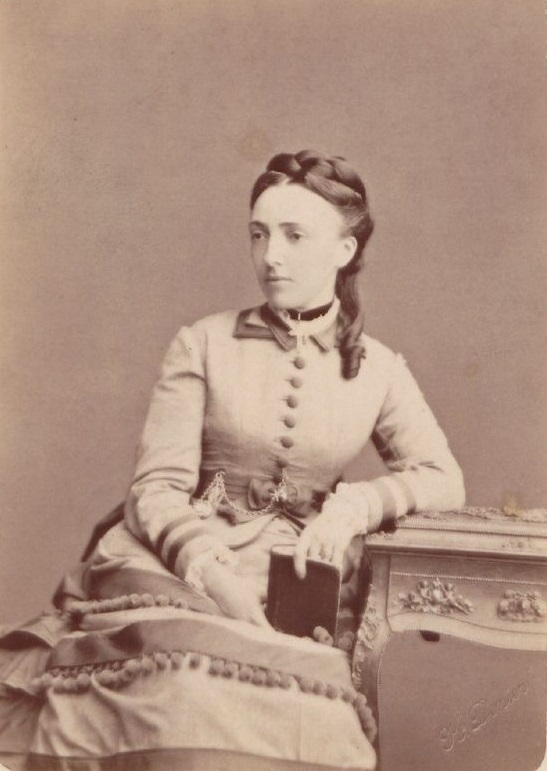
Olga Feodorovna, Mare Ducesă a Rusiei

Prințesa Cecilie avea 17 ani când familai ei i-a aranjat căsătoria cu Marele Duce Mihail Nicolaievici al Rusiei, fiul cel mic al Țarului Nicolae I al Rusiei. În 1856 fratele ei, Frederic I, Mare Duce de Baden se căsătorise cu Prințesa Louise a Prusiei, o fiică a lui (pe atunci prinț moștenitor) Wilhelm I al Prusiei și deci văr primar al Marelui Duce Mihail.
Când Olga a ajuns în Rusia, soțului ei nu i-a plăcut numele de naștere și a ales pentru ea numele de Olga Feodorovna, numele pe care l-a luat când a trecut la ortodoxism. Nunta a avut loc la 28 august 1857 la palatul de iarnă din Sankt Petersburg. Marele Duce Mihail și-a iubit foarte mult soția și întreaga viață a fost sub puternica ei influență. Mihail Nicolaievici a fost bun, calm, devotat familiei și carierei militare, care nu a avut un intelect de excepție. Pe de altă parte, Olga Feodorovna  era plină de viață, cu limba ascuțită, plină de duh, foarte pasionată de bârfe și zvonuri - potrivit unora dintre contemporanii ei, bârfa a fost principalul ei raison d'être (scop de a exista).
Cuplul a rămas apropiat întreaga viață. Ei au locuit la reședința lor de din St Petersburg, Palatul Marelui Duce Mihail, care a fost construit pentru ei în 1861. De asemenea, ei mai aveau o reședință de vară, Mikhailovskoe în Peterhorf, și Grushevska, o mare moșie rurală în sudul Ucrainei. Olga Feodorovna și Mihail au avut 7 copii. Marea Ducesă Olga, care avea o personalitate mai puternică decât a soțului ei, și-a crescut copiii cu o mână de fier.
1. Marele Duce Nicolai Mihailovici al Rusiei  (1859 – 1919)
2. Marea Ducesă Anastasia Mihailovna a Rusiei  (1860 – 1922)
3. Marele Duce Mihail Mihailovici al Rusiei  (1861 – 1929)
4. Marele Duce George Mihailovici al Rusiei  (1863 – 1919)
5. Marele Duce Alexandru Mihailovici al Rusiei  (1866 – 1933)
6. Marele Duce Serghei Mihailovici al Rusiei (1869 – 1918)
7. Marele Duce Alexei Mihailovici al Rusiei  (1875 – 1895)